# 竹林七賢與榮啟期
竹林七贤和荣启期是中国南北朝时期南朝墓葬中常见的大型砖印拼镶壁画题材，常见于高级别规格墓葬中。在江苏的南京宫山、丹阳胡桥等地均有出土。目前保存最完好的是1960年4月在江苏省南京市西善桥宫山南朝墓葬出土的《竹林七贤砖与荣启期》砖印模画，现藏于南京博物院。

## 概况
《竹林七贤与荣启期》首次于1960年4月于南京西善桥宫山南朝墓中被发现，这也是中国第一次发现南朝大型拼镶壁画墓。1965年丹阳胡桥仙塘湾南朝大墓出土了多幅模印砖画，其中包括半套残破的《竹林七贤与荣启期》。1968年，丹阳胡桥吴家村南朝墓、建山金家村南朝墓中又各出土了一套此题材的拼镶砖画。2010年，再次在南京雨花台石子岗南朝砖印壁画墓中出土了《竹林七贤与荣启期》画像砖，但拼接散乱不成套。2013年，又在疑似昭明太子墓，即狮子冲大墓发现有《竹林七贤与荣启期》画像砖，其中西壁保存完整，东壁残缺，但因考古发掘被叫停且墓葬回填而未能完全浮现。
目前全国仅在以上六处南朝墓葬中发现过《竹林七贤与荣启期》砖画。六处墓葬均位于江苏省境内，其中丹阳的三座基本确认为南齐帝王墓。南京西善桥及雨花台两处墓葬虽无定论，但根据墓葬规格，依然被认为是皇室等级的高级别墓葬。栖霞区狮子冲墓则被推断为昭明太子萧统墓。这些砖画不仅题材内容相同，而且规模、构图与表现手法也极为相似，其中南京的西善桥及雨花台两处砖画疑似使用同一模范烧制，其余砖画仅在细节描绘与工艺水平上有所差异。
以南京西善桥砖画为例，全套砖印模画长244厘米，宽88厘米，由超过300块墓砖组成，分为两块用于装饰墓道两侧。从外至内，分别绘有向秀、刘伶（磚文作劉靈）、阮咸、荣启期四人及嵇康、阮籍（磚文作阮藉）、山涛、王戎四人，中间以银杏、槐树、柳树等分隔。以线条表现，技法纯熟，简练传神。八人在林中席地而坐，或举目凝神，或抚琴啸歌，或端杯对酒，或昂首倾听，人物性格特征鲜明，栩栩如生。
于南京雨花台发现的画像砖有部分从墙上脱落脱落，显露出背面刻有“嵇上行十五”“向下行廿一”等文字，旁边模印阳文“上”。学者推测，砖画可能是先以整幅的绢布作画，完成后按尺寸分割制作木模，再将木模画转印在砖坯上，分别烧制。烧制时将每块砖按行列编上号，砌筑时工人即可依照编号拼对完成。

## 题材
“竹林七贤”是指魏末晋初的七位名士，即阮籍、嵇康、山涛、刘伶、阮咸、向秀、王戎。活动区域在当时的山阳县，相当于今河南辉县西北一带。七人在生活上不拘礼法，不羡慕高官厚禄，思想上倡导任性自然，推崇养生。常聚于林中喝酒纵歌，洒脱倜傥，他们代表的“魏晋风度”受到南朝人的极力推崇。而荣启期是春秋时期的隐士，以遗弃世俗名利，知足常乐著称，与竹林七贤的思想有共同之处。
将两组不同时代的人物同时画在一张图内的寓意，除了满足了构图上对称的需要外，一说是有视荣启期为七人楷模之意，另一说则认为是南朝时期长生升仙思想的反映。

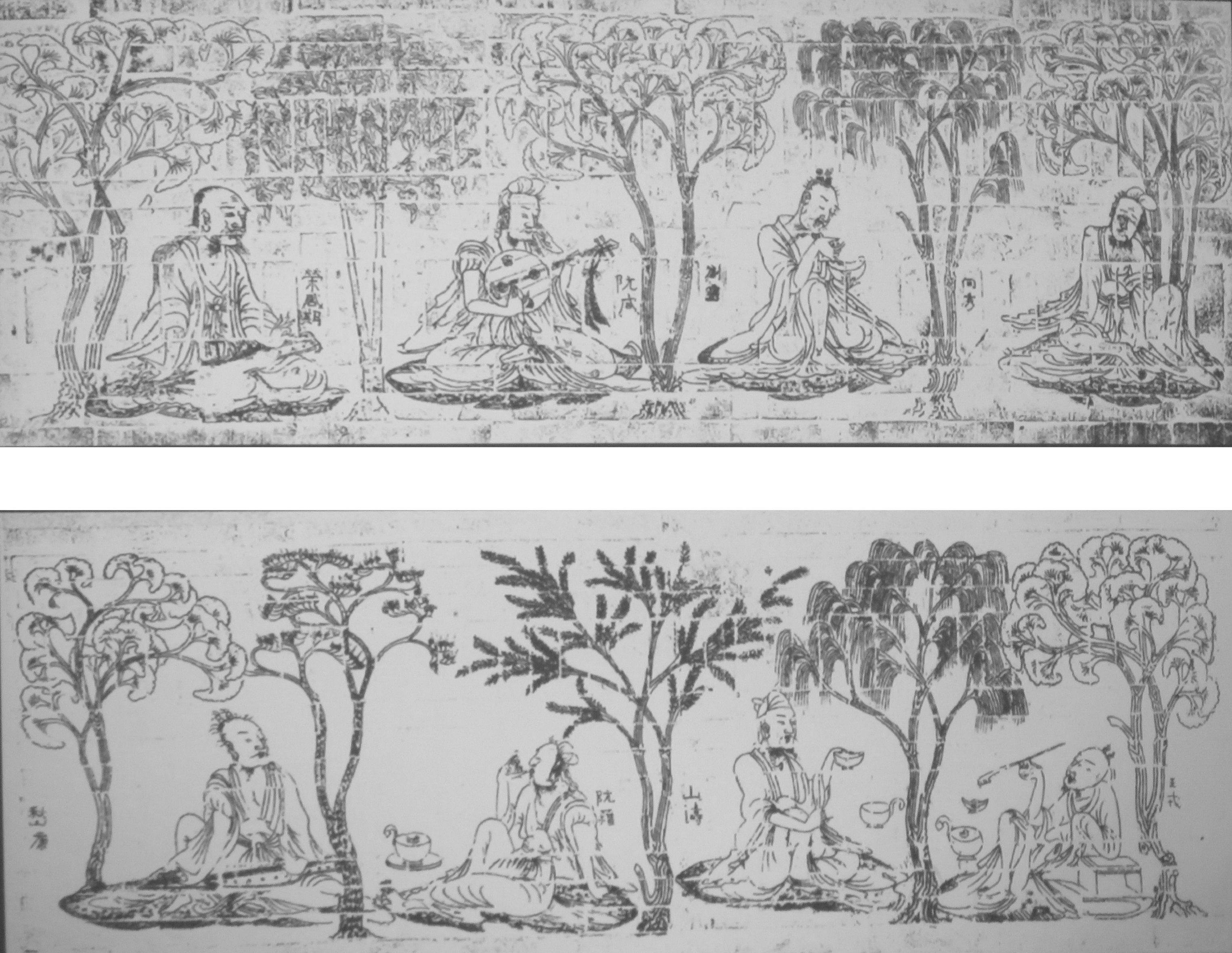
拓片。上图：荣启期、阮咸、刘伶、向秀，下图：嵇康、阮籍、山涛、王戎
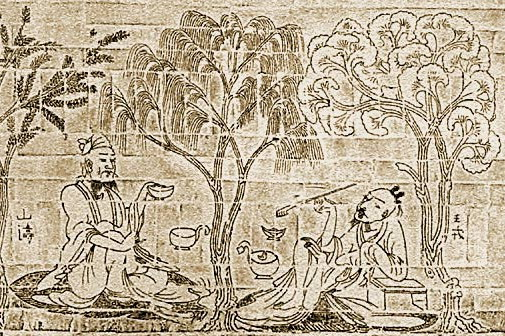
局部拓片：王戎与山涛
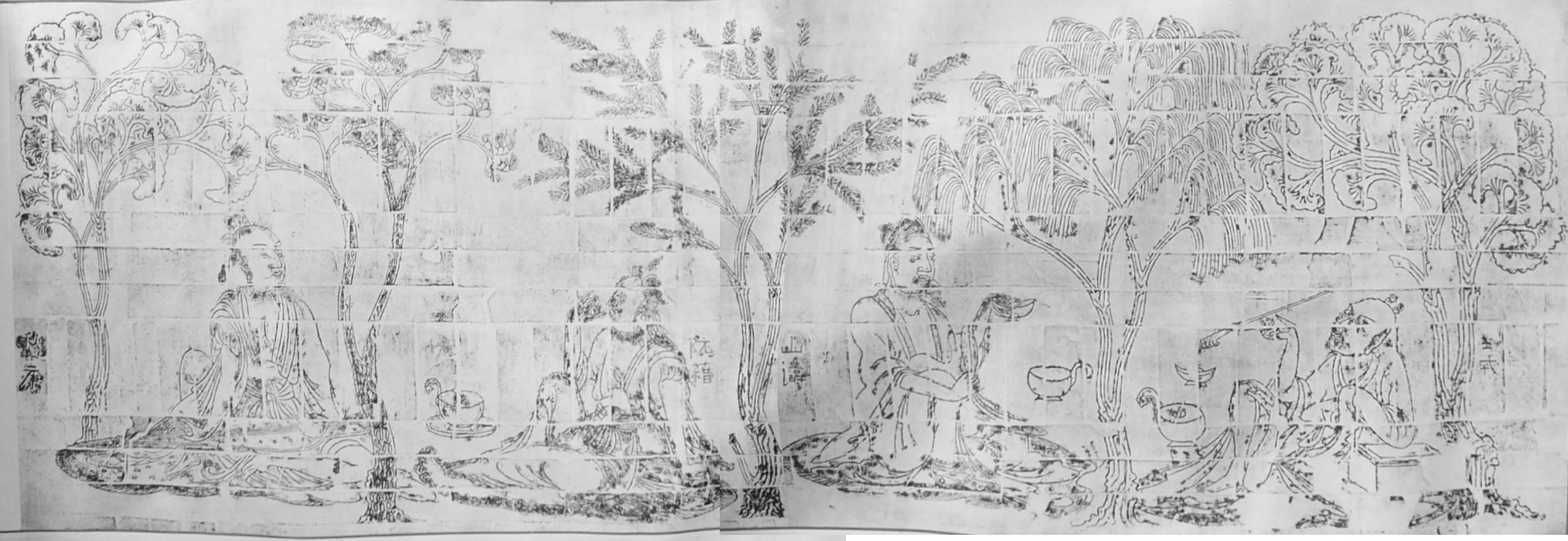
拓片
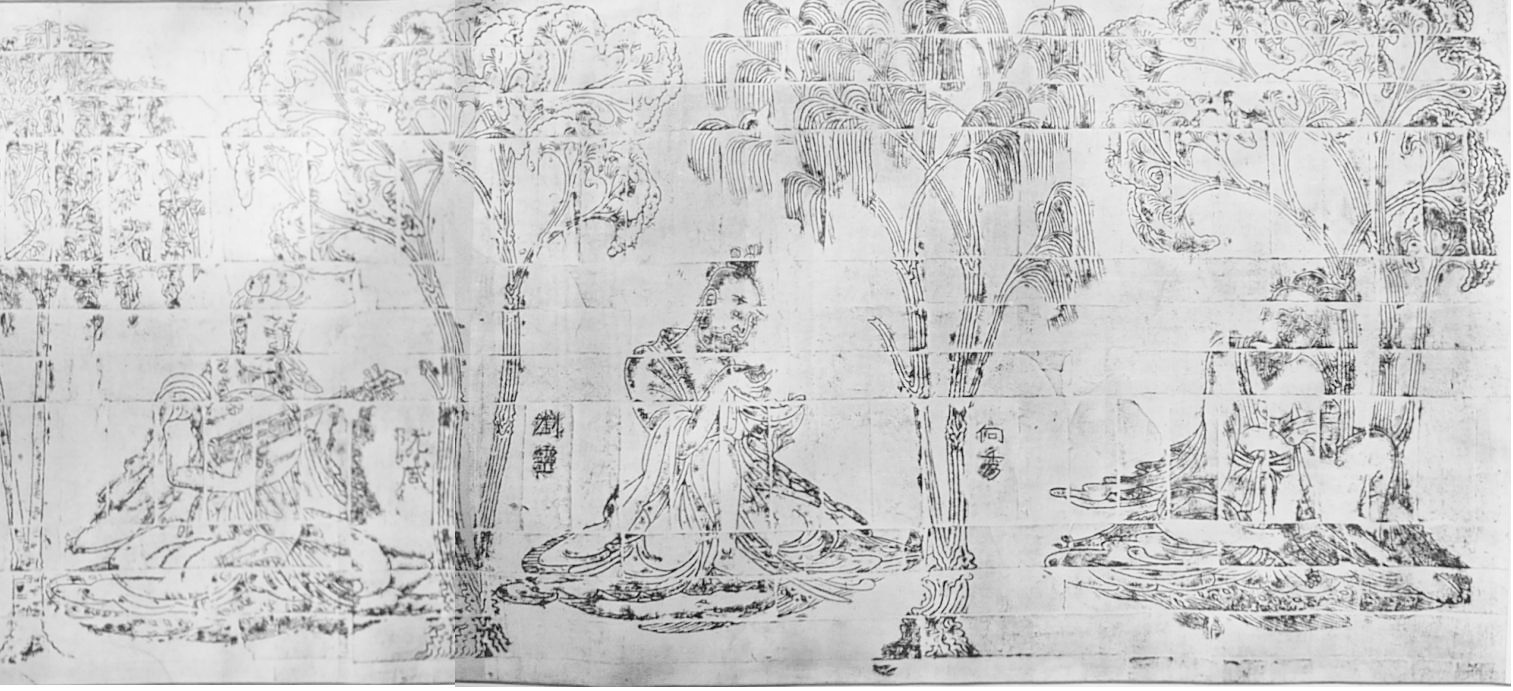
拓片
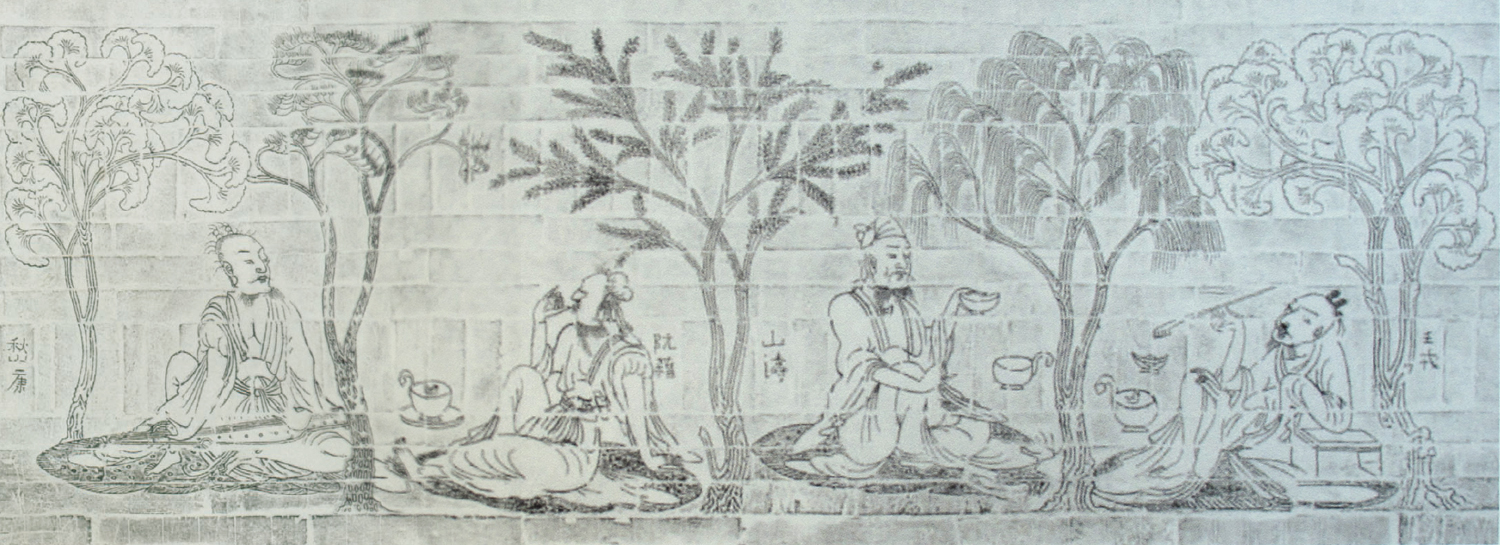
拓片